# قرص صلب
القُرْصُ الصُّلْبُ (بالإنكليزية: hard drive disk واختصاره HDD) أو محرك الأقراص الصلبة (HDD) هو جهاز تخزين بيانات كهروميكانيكي يستخدم التخزين المغناطيسي لحفظ واسترجاع البيانات. يتكون الجهاز من أقراص دوارة مغطاة بمادة مغناطيسية، وترتبط بها رؤوس مغناطيسية تتحرك عبر ذراع متحرك لقراءة وكتابة البيانات على أسطح الأقراص. ما يميز محرك الأقراص الصلبة هو أنه نوع من التخزين غير المتطاير، أي أنه يحتفظ بالبيانات حتى عند إيقاف تشغيل الجهاز.
تم تقديم محركات الأقراص الصلبة لأول مرة في عام 1956 من قبل شركة آي بي إم، ومنذ ذلك الحين أصبحت الجهاز السائد للتخزين الثانوي في أجهزة الكمبيوتر العامة. في البداية، استخدمت هذه المحركات بشكل رئيسي في الخوادم وأجهزة الكمبيوتر المكتبية، وما زالت تحتفظ بهذا الدور حتى اليوم. ومع تطور التكنولوجيا، ظهرت محركات الأقراص ذات الحالة الصلبة (SSDs) كمنافس قوي لمحركات الأقراص الصلبة، حيث تتمتع SSDs بميزات عديدة مثل السرعة العالية وكثافة التخزين الجيدة والموثوقية الأفضل، ما جعلها تحل محل محركات الأقراص الصلبة في العديد من التطبيقات الحديثة، خصوصًا في الأجهزة المحمولة مثل الهواتف الذكية والأجهزة اللوحية.
رغم المنافسة من SSDs، لا تزال محركات الأقراص الصلبة تهيمن على سوق الخوادم والتخزين الكبير الحجم، وذلك بفضل سعاتها التخزينية الكبيرة وسعرها المنخفض مقارنة بمحركات الأقراص ذات الحالة الصلبة. ومع مرور الوقت، بدأت الفجوة بين محركات الأقراص الصلبة و SSDs تتقلص، حيث شهدت SSDs انخفاضًا في التكلفة مما جعلها أكثر تنافسية في بعض التطبيقات.
عند الحديث عن الخصائص الأساسية لمحركات الأقراص الصلبة، نجد أن السعة تعد واحدة من أهم العوامل. تحدد سعة محرك الأقراص بوحدات قياس مثل التيرابايت (TB) والجيجابايت (GB)، لكن المستخدم قد لا يحصل على السعة الكاملة التي يعلن عنها نظرًا لأن جزءًا من السعة يخصص لنظام الملفات ونظام التشغيل، إضافة إلى التكرار المدمج لأغراض تصحيح الأخطاء.
من ناحية الأداء، تتأثر محركات الأقراص الصلبة بعدة عوامل، مثل متوسط وقت الوصول، الذي يشير إلى الوقت الذي يحتاجه محرك الأقراص لتحريك الرأس إلى المسار المطلوب. كما يعتمد الأداء أيضًا على سرعة دوران الأقراص (المقاسة بالدورات في الدقيقة)، حيث يحدد زمن الوصول بناءً على هذه السرعة. وأخيرًا، يعتمد معدل البيانات على السرعة التي تنقل بها البيانات بين محرك الأقراص والأنظمة.
أما فيما يتعلق بالأحجام، فإن محركات الأقراص الصلبة الحديثة تأتي بشكلين أساسيين: 3.5 بوصة، الذي يُستخدم بشكل رئيسي في أجهزة الكمبيوتر المكتبية، و2.5 بوصة، الذي يستخدم في الغالب لأجهزة الكمبيوتر المحمولة. وتوصل توصيل محركات الأقراص الصلبة بالأنظمة من خلال واجهات متعددة مثل SATA وUSB وSAS وPATA، التي تتيح التواصل بين المحرك والأنظمة.
على الرغم من التحديات التي تواجه محركات الأقراص الصلبة في ظل النمو المتزايد لتكنولوجيا التخزين بالذاكرة الفلاش، لا يزال محرك الأقراص الصلبة يحتفظ بموقعه القوي في العديد من الأسواق بفضل كفاءته في التخزين الكبير والتكلفة المنخفضة.

## تاريخ

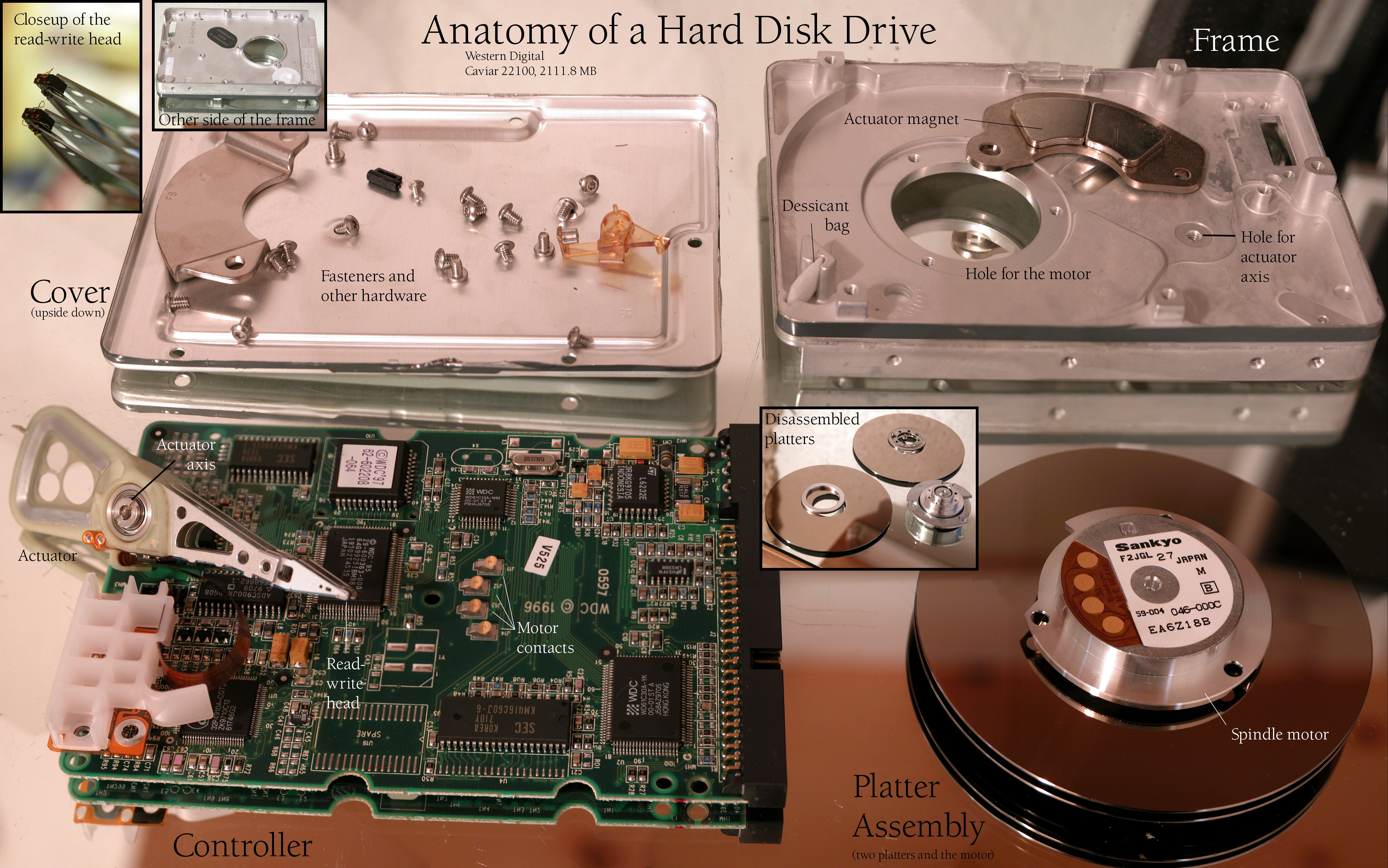
قرص صلب من عام 1997.

في عام 1957، تم شحن أول محرك أقراص صلبة من إنتاج شركة آي بي إم، وهو محرك التخزين 350، كمكون لنظام آي بي إم 305 RAMAC. كان المحرك كبيرًا جدًا (بحجم يقارب ثلاجتين كبيرتين)، وقادر على تخزين خمسة ملايين حرف من ستة بتات (حوالي 3.75 ميجابايت) باستخدام 52 قرصًا (بـ 100 سطح). كان المحرك مزودًا بذراع واحدة تحتوي على رأسين للقراءة والكتابة، يتحركان بين الأقراص لتخزين واسترجاع البيانات. وقد تبعت هذه التقنية محركات أخرى مثل آي بي إم 355 وآي بي إم 7300 وآي بي إم 1405.
في عام 1961، أعلنت آي بي إم عن محرك الأقراص 1301، الذي حل محل محرك 350 ومحركات الأقراص السابقة. كان محرك 1301 يتكون من وحدة واحدة أو اثنتين تحتويان على 25 قرصًا لكل منهما، وقطر كل قرص يبلغ 24 بوصة، تميز باستخدام 48 رأسًا، بحيث يتحرك كل مشط أفقيًا ككتلة واحدة، مع رأس واحد لكل سطح. استخدم المحرك أنظمة هيدروليكية لضمان تموضع دقيق للرؤوس. كان محرك 1301 قادرًا على تخزين حوالي 21 مليون بايت، ووقت الوصول له يبلغ ربع ثانية.
في عام 1962، قدمت آي بي إم أيضًا محرك الأقراص 1311، الذي كان بحجم الغسالة تقريبًا واحتوى على أقراص قابلة للإزالة. اعتبر هذا النوع من محركات الأقراص ثوريًا في تلك الفترة، إذ مكن المستخدمين من شراء حزم إضافية وتبادلها حسب الحاجة، مثلما كان يتم مع بكرات الشريط المغناطيسي. أصبح هذا النموذج من محركات الأقراص قابلة للإزالة هو القرص النموذجي في معظم الأنظمة حتى وصل إلى سعة 300 ميجابايت في الثمانينيات.

في عام 1963، قدمت آي بي إم محرك الأقراص 1302، الذي احتوى على مسارات مضاعفة لكل أسطوانة مقارنة بـ1301. كما استخدم رأسًا لكل مسار، مما حسّن الكفاءة بشكل كبير.
في عام 1973، قدمت آي بي إم محرك الأقراص "Winchester"، الذي تميز بوجود رؤوس ثابتة يمكنها الهبوط على منطقة خاصة عند إيقاف تشغيل المحرك بدلاً من سحبها بالكامل. وقد ساعدت هذه التقنية في تقليل التكلفة بشكل كبير. وعلى الرغم من أن محركات "Winchester" الأولى احتوت على أقراص قابلة للإزالة، إلا أنه في النماذج اللاحقة تم التخلي عن هذه الميزة واستخدمت الأقراص غير القابلة للإزالة.
في عام 1974، طورت آي بي إم محرك الذراع المتأرجح، الذي سمح للرؤوس بالعمل بشكل أكثر كفاءة. كما استمرت الشركة في تحسين محركات الأقراص بتقنيات جديدة مثل تقليل قطر الأقراص إلى 8 بوصات ثم 5.25 بوصة، ما جعلها أكثر ملائمة لأجهزة الكمبيوتر الشخصية. بحلول أواخر السبعينيات، أصبح من الممكن استخدام محركات أقراص صلبة بقطر 3.5 بوصة و2.5 بوصة بفضل تحسينات التصميم وتقنيات التصنيع.
مع بداية الثمانينيات، ظلت محركات الأقراص الصلبة مكلفة ونادرة في أجهزة الكمبيوتر. ومع ذلك، بحلول أواخر الثمانينيات، شهدت هذه التكنولوجيا انخفاضًا في التكاليف بحيث أصبحت محركات الأقراص الصلبة ميزة قياسية في جميع الأجهزة، باستثناء الأجهزة الأكثر بساطة.

في أوائل الثمانينيات، بيعت معظم محركات الأقراص الصلبة لمستخدمي أجهزة الكمبيوتر الشخصي كنظام فرعي إضافي خارجي، إذ لم يتم بيع النظام الفرعي باسم الشركة المصنعة لمحرك الأقراص، بل تحت اسم الشركة المصنعة للنظام الفرعي نفسه مثل Corvus Systems وTallgrass Technologies، أو باسم الشركة المصنعة للجهاز مثل Apple ProFile. في عام 1983، أدخلت شركة آي بي إم محرك أقراص صلبة داخلي بسعة 10 ميجابايت مع جهاز الكمبيوتر آي بي إم PC/XT، وبعد ذلك بفترة قصيرة، أصبحت محركات الأقراص الصلبة الداخلية خيارًا شائعًا في أجهزة الكمبيوتر الشخصية.

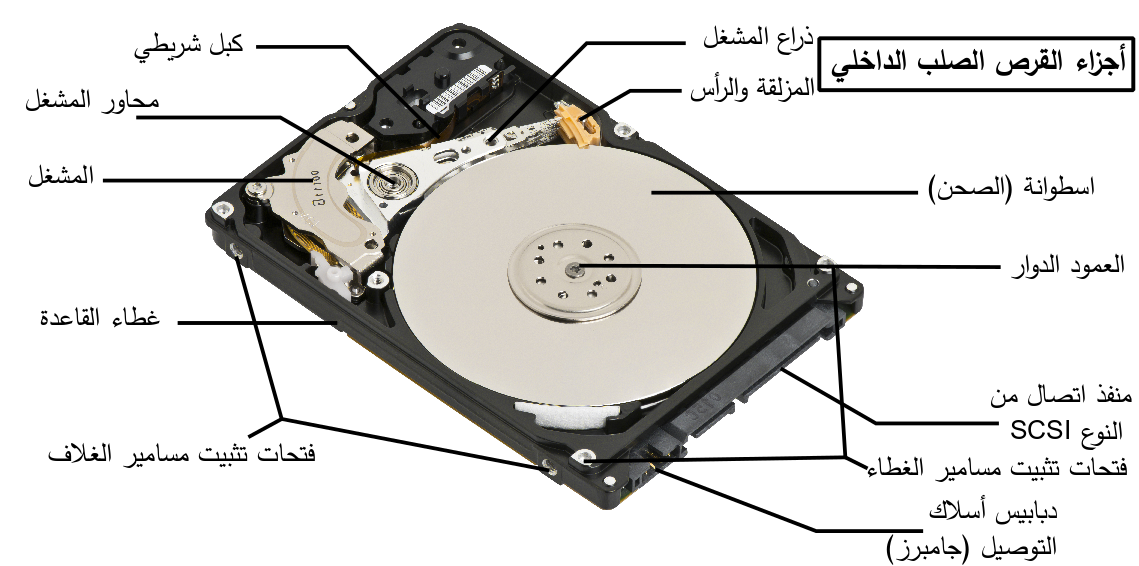
أجزاء القرص الصلب الداخلي

ظلّت محركات الأقراص الصلبة الخارجية شائعة لفترة أطول مع أجهزة Apple Macintosh، حيث زودت العديد من أجهزة الكمبيوتر هذه بين عامي 1986 و1998 بمنفذ SCSI الذي يسهل إضافة التخزين الخارجي. كانت أجهزة الكمبيوتر القديمة من ماكنتوش، مثل ماكنتوش 128K وماكنتوش 512K وMacintosh Plus، تفتقر إلى حجرات محركات الأقراص الصلبة الداخلية، وبالتالي كانت أقراص SCSI الخارجية هي الخيار الوحيد للتوسع في التخزين.
في العقد الأول من القرن الواحد والعشرين، بدأ ظهور محركات الأقراص الصلبة يشهد تحسنًا كبيرًا بفضل زيادة كثافة التخزين. ومع بداية العقد الثاني، بدأت ذاكرة NAND تحل محل محركات الأقراص الصلبة في التطبيقات التي تتطلب قابلية النقل أو الأداء العالي. أدى ذلك إلى تحسين أداء NAND بشكل أسرع من محركات الأقراص الصلبة، مما جعل التطبيقات التي تعتمد على محركات الأقراص الصلبة تتراجع.
في عام 2018، وصلت سعة أكبر محرك أقراص صلبة إلى 15 تيرابايت، بينما وصلت سعة أكبر محرك أقراص SSD إلى 100 تيرابايت. كان من المتوقع أن تصل سعة محركات الأقراص الصلبة إلى 100 تيرابايت بحلول عام 2025، لكن مع حلول عام 2019، عدلت هذه التوقعات لتصل إلى 50 تيرابايت بحلول عام 2026. في نفس الوقت، بدأت محركات الأقراص الصلبة ذات الحجم الأصغر (مثل 1.8 بوصة وأقل) تختفي تدريجيًا بحلول عام 2010، في حين أن تقنيات تخزين الحالة الصلبة (NAND) قد حققت تحسنًا أكبر في التكلفة والأداء، مما جعلها الخيار المفضل على محركات الأقراص الصلبة في الكثير من التطبيقات.
شهدت صناعة محركات الأقراص الصلبة دخولها مرحلة النضج خلال العقد الأول من القرن الواحد والعشرين، إذ بدأت المبيعات تتباطأ مما قد يشير إلى دخولها مرحلة الانحدار. تأثرت صناعة محركات الأقراص الصلبة بشكل كبير بين عامي 2011 و2013 بسبب فيضانات تايلاند، التي تسببت في إتلاف مصانع التصنيع وزيادة تكاليف الإنتاج. ومع انخفاض الطلب، أغلقت شركة ويسترن ديجيتال في عام 2019 آخر مصنع لها في ماليزيا، مما يعكس تحولًا أكبر نحو إنتاج محركات الأقراص ذات الحالة الصلبة.

## التكنولوجيا

### التسجيل المغناطيسي

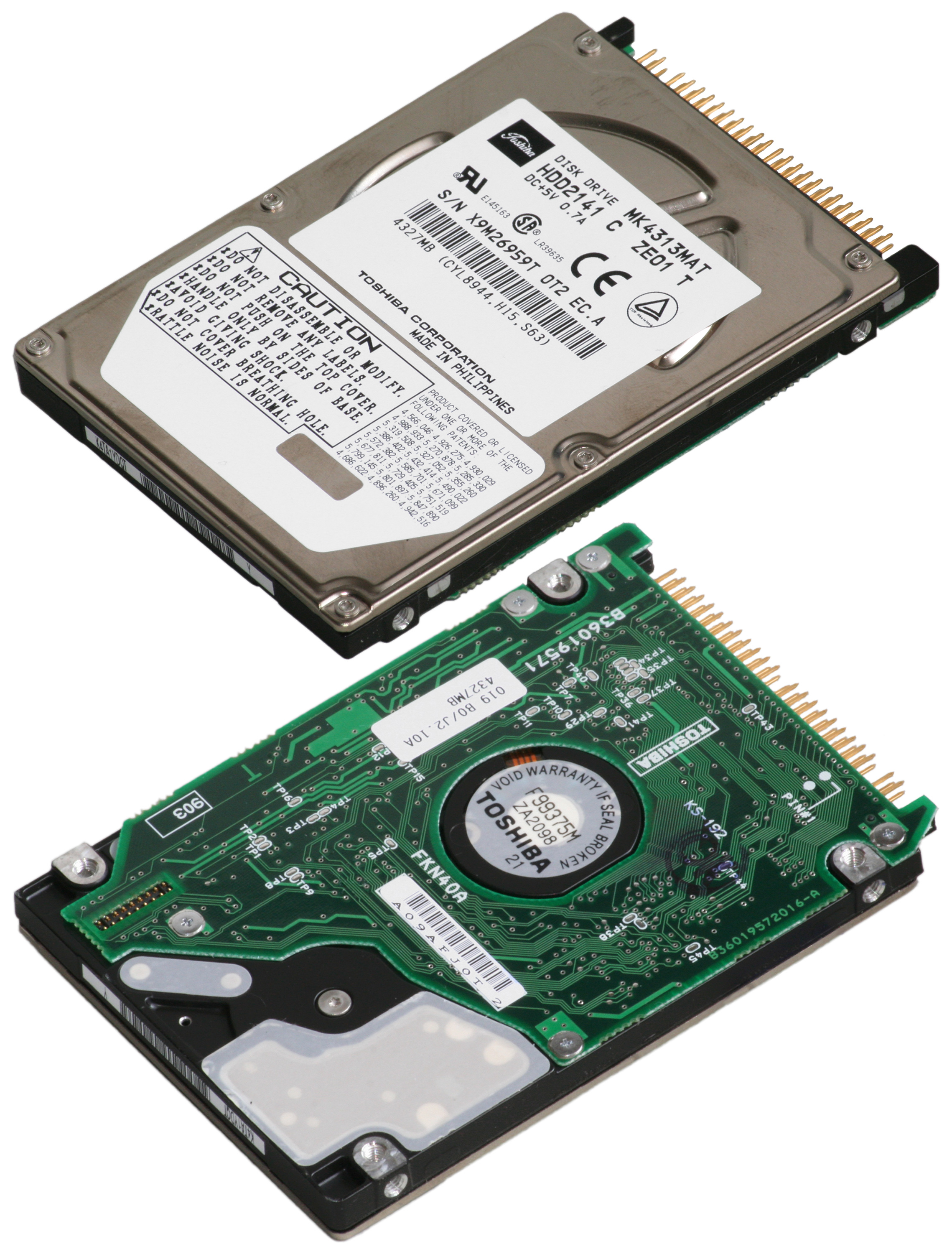
قرص صلب صغير للأجهزة المحمولة من توشيبا.

تسجل محركات الأقراص الصلبة الحديثة البيانات عبر مغنطة طبقة رقيقة من مادة مغناطيسية على جانبي القرص. تمثل التغييرات في اتجاه المغنطة بتات البيانات الثنائية. عند قراءة البيانات، يتم اكتشاف هذه التغييرات في المغنطة. يتم ترميز بيانات المستخدم باستخدام مخططات ترميز معينة، مثل الترميز المحدود بطول التشغيل، الذي يحدد كيفية تمثيل التحولات المغناطيسية في البيانات.
يتكون تصميم القرص الصلب النموذجي من محور يحمل أقراصًا دائرية تُسمى الأطباق، والتي تحتوي على البيانات المسجلة. تُصنع الأطباق من مواد غير مغناطيسية، مثل سبائك الألومنيوم أو الزجاج أو السيراميك، وتُغطى بطبقة رقيقة من مادة مغناطيسية بسماكة تتراوح بين 10 إلى 20 نانومتر، مع طبقة خارجية من الكربون للحماية.
تدور الأقراص الصلبة الحديثة بسرعات تتراوح بين 4200 دورة في الدقيقة (لأجهزة المحمول الموفرة للطاقة) و15000 دورة في الدقيقة (لأجهزة الخوادم عالية الأداء)، حيث تتراوح السرعات الشائعة في محركات الأقراص الصلبة المخصصة للمستهلكين بين 5400 و7200 دورة في الدقيقة.
تتم كتابة البيانات وقراءتها من القرص أثناء دورانه بواسطة رؤوس قراءة وكتابة، التي تُوضع بالقرب من السطح المغناطيسي للقرص. وتُستخدم هذه الرؤوس للكشف عن التغييرات في المغناطيسية وتعديلها. في المحركات الحديثة، يخصص رأس واحد لكل سطح قرص مغناطيسي على المغزل، وتحرك الرؤوس بواسطة ذراع مشترك عبر الأقراص أثناء دورانها. ويُستخدم محرك ملف صوتي أو محرك متدرج لتحريك الذراع.
تستخدم تقنيات لتقليل تأثيرات الحرارة على البيانات المخزنة على الأقراص الصلبة، حيث يمكن أن تتسبب الحرارة في فقدان الاستقرار المغناطيسي المعروف بالـ "حد المغناطيسي الفائق". لمواجهة هذه المشكلة، تطلى الأطباق بطبقتين مغناطيسيتين متوازيتين، بحيث تكون الطبقتان مغناطيسيتين في اتجاهين متعاكسين، مما يعزز كل منهما الآخر.
منذ عام 2005، أدخلت تقنية التسجيل العمودي (PMR)، التي تتيح زيادة كثافة التسجيل، وتسمح بتخزين المزيد من البيانات في المساحة نفسها. في 2004، ظهرت وسائط تسجيل ذات كثافة أعلى باستخدام طبقات مغناطيسية ناعمة وصلبة مقترنة، مما حسن من قدرة الكتابة مع الحفاظ على استقرار حراري عالٍ.
تسمح تقنية MAMR (FC-MAMR) بتحقيق سعات تسجيل أكبر دون الحاجة إلى مواد جديدة للأطباق، حيث تستخدم موجات ميكروويف لتسجيل بتات أصغر على الأقراص، مما يزيد من كثافة المساحة.

### المكونات

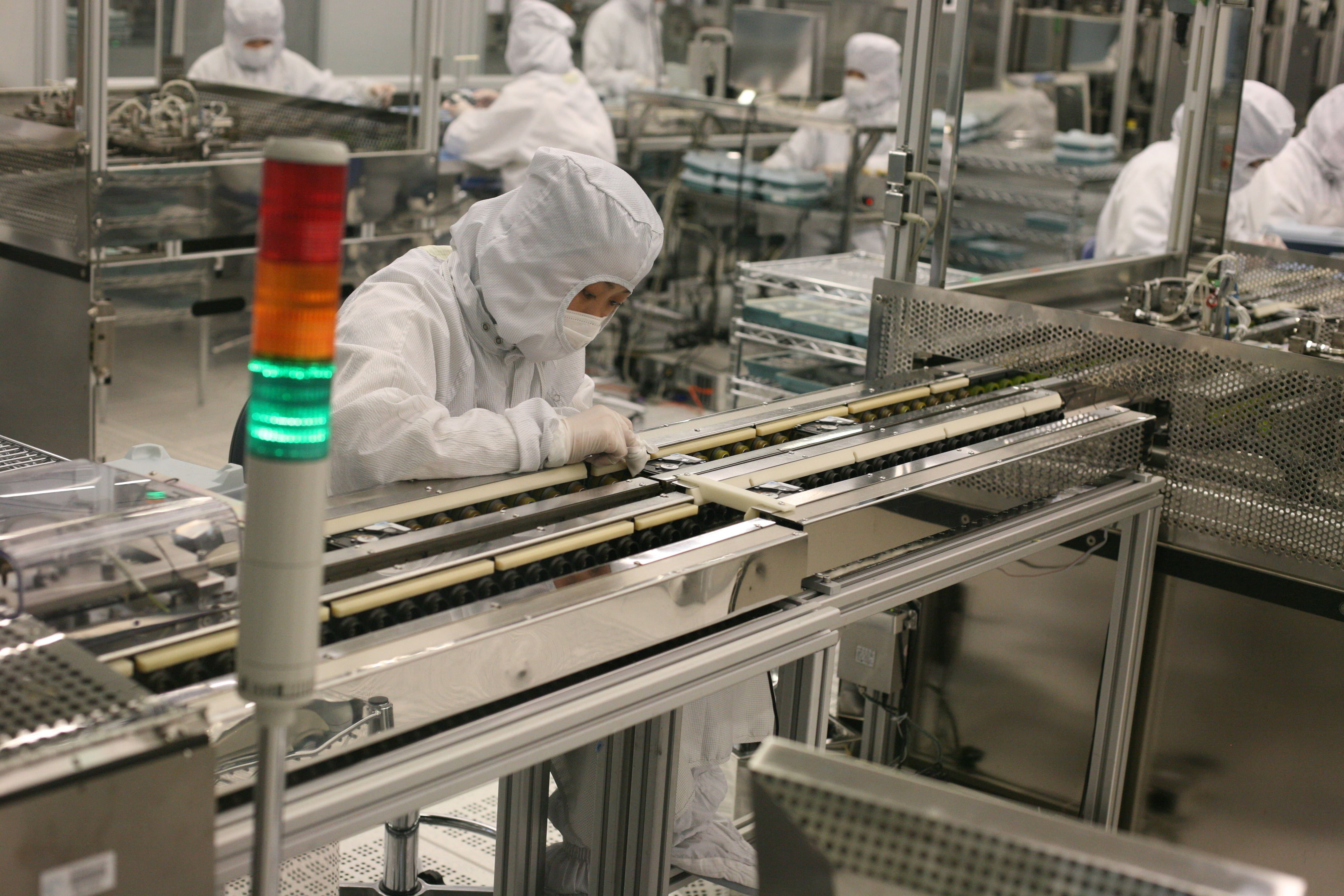
الغرفة النظيفة في معمل سيجيت Seagate لصناعة الأقراص الصلبة

يحتوي القرص الصلب النموذجي على محركين كهربائيين يعملان معًا لتحريك الأقراص ورؤوس القراءة/الكتابة. يتكون المحرك المغزلي من دوار خارجي متصل بالأقراص، حيث يدور الأقراص بسرعات معينة، بينما تثبت لفائف الجزء الثابت في مكانها. أما المحرك الذي يحرك رؤوس القراءة/الكتابة فيحرك الذراع التي تحمل هذه الرؤوس عبر الأقراص الدوارة. توصل رؤوس القراءة/الكتابة إلكترونيًا من خلال كابلات دوائر مطبوعة رفيعة إلى مكبرات الصوت المثبتة عند محور المحرك.
رؤوس القراءة/الكتابة نفسها تتحرك بواسطة محرك مغناطيسي دائم ومحرك ملف متحرك. يتكون المحرك من لوحة معدنية تحتوي على مغناطيس عالي التدفق من النيوديميوم والحديد والبورون (NIB)، حيث يعمل الملف المتحرك أسفل هذه اللوحة لتحريك الذراع مع الرأس. يُستخدم مغناطيس NIB ثانٍ في بعض المحركات لتحسين الأداء. الملف نفسه يكون على شكل رأس سهم، مصنوع من سلك مغناطيسي نحاسي مزدوج الطلاء، ويتميز بوجود طبقة عازلة داخلية وطبقة بلاستيك حراري خارجية.
تتحكم الإلكترونيات في المحرك وحركة الأقراص من خلال أنظمة رد الفعل المؤازرة. تتيح هذه الأنظمة تحسين الدقة في حركة رؤوس القراءة/الكتابة عن طريق ضبط محرك الملف الصوتي. ردود الفعل المؤازرة تعمل على تحسين نسبة الإشارة إلى الضوضاء لمستشعرات GMR، مما يسمح بتحقيق دقة أكبر في موضع الرأس. كما تستخدم محركات ميكرو أو ملي لتحسين دقة التحكم في حركة الرأس.
تستخدم الأقراص الصلبة الحديثة محركات مغزلية تحمل السوائل، مما يعزز من أدائها ويسهم في ضمان استقرار عمليات القراءة والكتابة. كما أنها قادرة على جدولة عمليات القراءة والكتابة بكفاءة عالية على أسطح الأقراص، ويمكنها أيضًا إعادة تعيين القطاعات التالفة على الوسائط لتوفير الأداء الأمثل.